# Black Doom
Black Doom es un ser de origen extraterrestre y otro de los enemigos de Sonic, especialmente de Shadow the hedgehog, es el principal líder de un ejército alienígena llamado Black Arms, los cuales vinieron a invadir la Tierra, buscando, dicho sea de paso, las Esmeraldas Caos. Aunque, principalmente, es uno de los grandes rivales de Shadow. Es un elemento polémico pues planeaba usar a Shadow para destruir la Tierra, pero luego es destruido por él cuando descubre que el Profesor Gerald lo creó con ese propósito, y mientras que Shadow se mantiene entre los dos bandos, Black Doom inicia una guerra contra las fuerzas de la Tierra, y contra Sonic y sus amigos. Precisamente, el juego se desarrolla desde el punto de vista de Shadow, que puede elegir qué bando tomar. Black Doom tiene un aspecto muy amenazante. Black Doom, a diferencia del resto de su especie, tiene tres brillantes ojos rojos, que está decorado con una túnica desgastada, cadenas con púas adornos, joyas y alrededor de la parte superior de su túnica. Tiene una voz muy profunda que presenta un efecto de eco y parece muy anciano, que alega ser inmortal. Afirmó que gobernó el Universo en un punto, pero, probablemente, diciendo que él era el más fuerte conocido en el universo que está en ese punto. Su aparición solo tiene una cierta presencia de Black Aura.

## Datos Importantes
Aliados: Shadow the Hedgehog Gerald Robotnik
Enemigos: Shadow the Hedgehog, Sonic the Hedgehog, Dr. Eggman Maria Robotnik Gerald Robotnik
Lugar de Nacimiento: Black Comet
Especie: Black Arm.
Edad: 2000+
Creador: Sonic Team.

## Historia
Shadow no recuerda quien es, cual es su pasado, etc. Solo recuerda su nombre y unas imágenes de su supuesto pasado en la que está corriendo con María en la Estación Espacial ARK (mencionado en el juego Sonic Adventure 2 de Dreamcast). Mientras, un general malévolo del espacio de nombre Black Doom llega a la Tierra con su ejército de alienígenas llamados Black Arms. Doom se acerca a Shadow diciéndole que tiene que cumplir una promesa: llevarle las misteriosas Esmeraldas del Caos para poder conquistar el mundo. El jugador decide a qué bando irse, si hacer buenas acciones, ser un rebelde, o destruir la tierra para ayudar a Black Doom y a su ejército. En el final real, Shadow decide olvidar todos sus falsos recuerdos de María y la colonia y mirar hacia el futuro. En el final, Super Shadow lucha contra Devil Doom, al derrotarlo, Doom cae a las calles de la ciudad y el Black Comet es destruido.

## Habilidades
Tiene numerosas habilidades que hacen de él un enemigo temible para aquellos que se atreven a desafiarlo.En el juego Shadow the Hedgehog si el jugador elige pasar todas las Misiones Hero , la pelea vs. anterior a la de Devil Doom Èl tiene grande habilidades en las que puede multipricarse varias veces disparando hacia Shadow. Black Doom puede enviar a su tercer ojo (conocido simplemente como "Doom's Eye") para hacer diversas tareas que le exigen al mismo tiempo que está ausente. Doom's Eye puede hablar, y puede proyectar hologramas de Black Doom, que poseen muchas de las habilidades de Doom. Puede realizar el control caos y transformarse en Devil Doom , una forma mucho más montruosa y poderosa que él.

## Personalidad
Black Doom se presenta como muy cruel, sádico y tirano hambriento de poder. Considera que los seres humanos son criaturas patéticas que han llevado a la destrucción de su propio planeta. Black Doom no tiene absolutamente ninguna simpatía o afecto por nadie ni nada, incluso ni por su propio ejército. Él tomó con gusto la vida de su propio ejército para destruir la Ciudad Central, la ciudad que eligió para el sitio del Black Comet cuando fue teletransportado en el Control Caos. 
- Datos: Q5729571

[[Media:Shadow the Hedgehog (videojuego)
]]